# Trentemöller

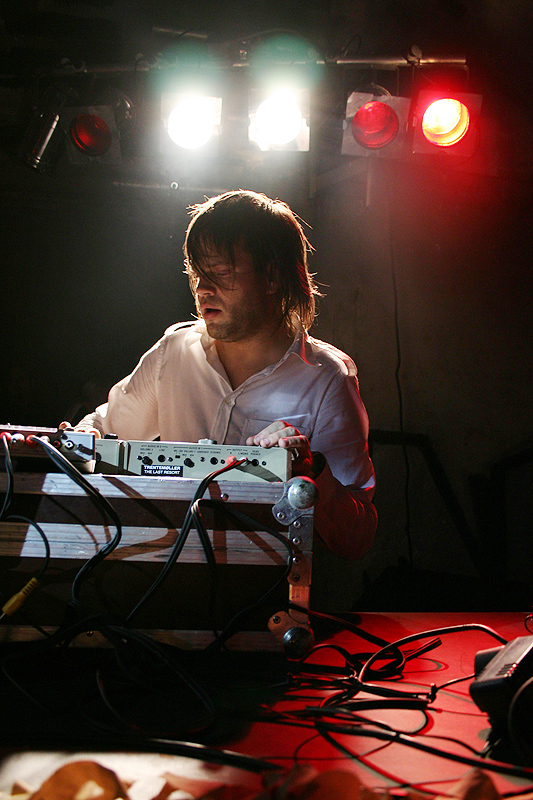
Trentemöller.

Trentemøller (IPA: /ˈtˢʁantˢəˌmølɐ̯/) är en dansk musiker vars fullständiga namn är Anders Trentemøller. Han har gjort elektronisk musik tillsammans med DJ T.O.M. sedan 1997. Musiken är av typ Electronica/Techno.